# Sirochloa
Sirochloa là một chi thực vật có hoa trong họ Hòa thảo (Poaceae).

## Loài
Chi Sirochloa gồm các loài: